# 70 Pegasi
70 Pegasi là tên của một hệ sao đôi nằm trong một chòm sao phương bắc tên là Phi Mã. Với cấp sao biểu kiến là 4,56, ta có thể nhìn thấy nó bằng mắt thường như một ngoi sao mờ nhạt. Để có thể nhìn thấy nó rõ ràng nhất, ta cần có một vị trí cách xa thành thị (do sự ô nhiễm ánh sáng làm hạn chế tầm nhìn) và điều kiện thời tiết tốt. Giá trị thị sai của nó đo được trên trái đất là 18,65 mas, khoảng cách xấp xỉ của nó với chúng ta là khoảng xấp xỉ 175 năm ánh sáng. Độ sáng của ngôi sao bị giảm đi khi quan sát từ vị trí của chúng ta do yếu tố dập tắt (độ lớn là 0.07 ± 0.02) gây ra bởi bụi vũ trụ. Hiện nó đang di chuyển về phía mặt trời với vận tốc 17 km/s.
Nó là một hệ sao đôi quang học với chu kì quỹ đạo là 2,58 năm (941 ngày) và có độ lệch tâm quỹ đạo khá cao, đó là 0,713. Ngôi sao chính có quang phổ loại G8 IIIa, do đó nó là một sao khổng lồ loại G. Nó tạo ra năng lượng từ quá trình ba-alpha của heli. Khi so sánh với mặt trời, nó có khối lượng, bán kính và độ sáng lượt gấp mặt trời là 2,5 lần khối lượng mặt trời, 8 lần bán kính và 48. Nhiệt độ hiệu dụng nơi quang cầu của nó là 5032 Kelvin.
Ngôi sao tứu hai của nó thì giống như một ngôi sao có khối lượng thấp nằm trong [[dãy chính với khối lượng chưa đến 0,4 lần khối lượng mặt trời.

## Dữ liệu hiện tại
Theo như quan sát, đây là hệ sao nằm trong chòm sao Phi Mã và dưới đây là một số dữ liệu khác:
Xích kinh 23h 29m 09.29698s
Xích vĩ +12° 45′ 37.9918″
Cấp sao biểu kiến 4.56
Cấp sao tuyệt đối 0.90
Vận tốc hướng tâm 1688±043 km/s
Loại quang phổ G8 IIIa
Giá trị thị sai 18,65 +/- 0,78 mas